# Charles Shaughnessy
Pour les articles homonymes, voir Shaughnessy.
 (janvier 2016).
Si vous disposez d'ouvrages ou d'articles de référence ou si vous connaissez des sites web de qualité traitant du thème abordé ici, merci de compléter l'article en donnant les références utiles à sa vérifiabilité et en les liant à la section « Notes et références ».
Charles Shaughnessy, 5e baron Shaughnessy, né le 9 février 1955 à Londres de Alfred Shaughnessy et de Jean Lodge. Il a un frère David qui est acteur, producteur et réalisateur.
il a épousé Susan Fallender en 1983, avec laquelle il a eu deux enfants : Maddy et Jenny.
Il est surtout connu pour avoir joué Shane Donovan dans Des jours et des vies de 1984 à 2013 et pour son rôle de Maxwell Sheffield dans la série Une nounou d'enfer avec Fran Drescher, de 1993 à 1999.

## Biographie
Il commence à jouer au théâtre alors qu'il fréquente encore l'école. Après des études à Eton College, il obtient un diplôme de droit à l'Université de Cambridge.
À Cambridge, il rejoint un groupe de comédie, Footlights Revue. Après son diplôme, il se consacre au métier d'acteur et part dans une école de théâtre à Londres. Il rejoint alors une troupe qui voyage dans tout le pays. Il part ensuite aux États-Unis pour suivre l'actrice Susan Fallender qui deviendra son épouse. Il apparaît dans le film de Disney Get a Clue en 2002. Toutefois, sa carrière se déroule presque entièrement à la télévision. Il joue ainsi dans Mom's Got A Date With A Vampire aux côtés de Caroline Rhea, dans la série Stargate SG-1 (saison 8, épisode 8) ou dans Veronica Mars (saison 3, épisode 8).
Il joue également dans New York, unité spéciale (saison 8, épisode 3) et Mentalist (saison 1, épisode 21).
Charles Shaughnessy apparait dans le quatrième épisode de la cinquième saison de la série Sabrina, l'apprentie sorcière, où il tient le rôle du copain de la tante Hilda et dans le dix-huitième épisode de la saison cinq où il est le directeur de l'école des sorciers dans le monde mortel.
En 2010, il joue le rôle d'un voleur dans  La Vie de croisière de Zack et Cody (saison 2 épisode 18). Il fait également une apparition dans la série Les Experts : Manhattan lors de la saison 6 dans l'épisode 14 Mordus : il est le père de la fille assassinée.
En 2012, il apparaît dans la quatrième saison de Castle, sous le prénom de Nigel dans l'épisode 20 (Au service de sa majesté).
Le plus souvent, il est doublé en français par le comédien Jean Roche depuis la série Une nounou d'enfer.

## Filmographie

### Acteur

#### Cinéma
- 1998 : All About Sex : Dr Lionel Taft
- 1998 : Second Chances : Dr Hugh Olson
- 2001 : The Painting : Randolph Barrington III
- 2002 : La Famille Delajungle, le film : Squirrel (voix)
- 2005 : Kids in America : Sergeant Carmichael
- 2006 : Stanley's Dinosaur Round-Up : Dennis (voix)
- 2007 : Permanent Vacation : Dr / Mr. Wilkinson
- 2008 : La Légende de Despereaux : Pietro (voix)
- 2011 : Mardi Gras: Spring Break : Chateau Clerk - Barry
- 2011 : Votre Majesté : Narrator / Soul of the Maze
- 2014 : Audrey : Jacques
- 2014 : Maidens of the Sea : Donald
- 2014 : My Dad Is Scrooge : Judge
- 2016 : Buttons
- 2017 : Danger One
- 2017 : Moontrap: Target Earth : Richard Kontral

#### Courts-métrages
- 2012 : In the Breakroom
- 2013 : The Spirit Game

#### Télévision

##### Séries télévisées
- 1983 : Jury : Julian Spears
- 1983 : Le crime est notre affaire : John Rennie
- 1984 : Hôpital central : Alistair Crawford
- 1984-2017 : Des jours et des vies : Shane Donovan / Drew Donovan
- 1989 : Le Secret de Château Valmont : Armand Sadowski
- 1991 : Harry et les Henderson
- 1993 : Dingue de toi : Michael
- 1993 : Murphy Brown : Michael
- 1993-1999 : Une nounou d'enfer : Maxwell Sheffield / Young James Sheffield / Sultan of Koorestan
- 1994 : Aaahh!!! Real Monsters : Einstein / Ralph / Nopf
- 1994-1995 : Duckman: Private Dick/Family Man : Duckman / Kalai Prövenheim / Wolfgang Cracker
- 1995 : Gargoyles : Douglas Bader
- 1995 : L'Homme à la Rolls : Alec Duvall
- 1996 : Adventures from the Book of Virtues : Charles
- 1996 : Can't Hurry Love : Maxwell Sheffield
- 1997 : Johnny Bravo : Rubick
- 1997 : Sports Theater with Shaquille O'Neal : Coach Smyth
- 1998 : Fantasy Island : Rich
- 1999 : Hey Arnold! : Golf Store Man
- 1999 : Le Flic de Shanghai : Charlton McAllister
- 2000 : The Wonderful World of Disney : Jordan Welsh
- 2000-2001 : Sabrina, l'apprentie sorcière : James Hexton / Alec
- 2001 : Jackie Chan : Dr Necrosis
- 2001 : Max Steel : Serge de la Rouge
- 2001-2003 : Stanley : Dennis
- 2002 : Heavy Gear: The Animated Series : Maj. Drake Alexander Wallis III
- 2002 : Les Anges du bonheur : David Satterfield
- 2002 : Liberty's Kids: Est. 1776 : King George the Third of England
- 2003 : Les Razmoket : Dr Mutterly
- 2003 : Spy Girls : Henry Harrington
- 2004 : Les Razbitume : Airline Rep
- 2004 : Stargate SG-1 : Alec Colson
- 2005 : Young Blades : Charles De Batz-Castelmore, Comte D'Artagnan
- 2005-2006 : Du côté de chez Fran : Ted Reeves
- 2006 : Four Kings : Paul
- 2006 : New York, unité spéciale (saison 8, épisode 3) : Martin Trenway
- 2006 : Veronica Mars : Budd Rose
- 2006-2007 : Un écureuil chez moi : Archie the Rabbit
- 2007 : Saints & Sinners : August Martin
- 2008-2009 : Mad Men : Saint John Powell
- 2009 : HA! The Web Series : Dr Morberley
- 2009 : Hannah Montana : Byron
- 2009 : Les Merveilleuses Mésaventures de Flapjack : Crew Member #1 / Mr. Pants / Valencourt
- 2009 : Mentalist : Floor Manager
- 2010 : La vie de croisière de Zack et Cody : Jean-Claude Benoit
- 2010 : Les Experts : Manhattan : Mr. Christensen
- 2010-2012 : Pound Puppies : Ralston / Bingo
- 2010-2014 : The Bay : Capt. Elliot Sanders
- 2011 : Happily Divorced : Gregory
- 2011 : Svetlana : Dialect Coach
- 2012 : Castle : Nigel Wyndham
- 2012 : Scooby-Doo! Mystery Incorporated : Ned Fussbuster / Creepy Voice
- 2012 : Victorious : Mason Thornesmith
- 2013 : Deadtime Stories
- 2013-2014 : Sullivan & Son : Darryl / Daryl
- 2014 : Doggyblog : Tom Fairbanks
- 2014 : First Murder : Adrian Ingalls
- 2014 : Revenge : Charles Dawson
- 2014 : See Dad Run : Vice Principal Blackburn
- 2014 : Super Fun Night : Rupert Royce
- 2016 : Masters of Sex : Charles Clavermore / Mr. Clavermore
- 2016 : NCIS : Enquêtes spéciales : Balthazar Kilmeany (Saison 14, Épisode 10 : L'Arnaqueur / The Tie That Binds)
- 2016 : Rush Hour : David Novak
- 2016 : The Magicians : Chistopher Plover
- 2017 : Good Behavior : Royce Jasper
- 2019-2022 : Driven : Andy Westin

##### Téléfilms
- 1992 : Day-O : Ben Connors
- 1993 : McBride and Groom
- 1996 : A Kiss So Deadly : Tom Deese
- 1996 : À force d'aimer : Andrew Keswick
- 2000 : Chasseurs de vampire : Dimitri Denatos
- 2002 : Opération Walker : Det. Charles Meany / Falco Grandville
- 2005 : Mystery Woman: Vision of a Murder : Dr Drummonds
- 2008 : Murder 101: New Age : Samuel
- 2008 : Périls sur la Terre : David
- 2009 : Un vœu pour être heureux : Bosley
- 2011 : Noël au Far West : Alex Weaver
- 2011 : Kate et William : Quand tout a commencé... : Helicopter Flight Instructor
- 2012 : Liz & Dick : Anthony Asquith
- 2012 : Un goût de romance : Redman Rove
- 2013 : Un million de raisons : Doyle Duncan
- 2016 : A Midsummer's Hawaiian Dream : Demetri
- 2017 : Mon Prince de Noël (My Christmas Prince) : le Roi Frederick
- 2017 : Mon Prince de Noël 2 (My Christmas Prince 2) : le Roi Frederick
- 2017 : Mon Prince de Noël 3 (My Christmas Prince 3) : le Roi Frederick
- 2019 : Quand Harry épouse Meghan : mariage royal (Harry & Meghan : Becoming Royal) : Prince Charles
- 2019 : Modern Family Saison 10, episode 19 : professeur d’Alex; brève apparition

### Parolier

#### Séries télévisées
- 1993-1999 : Une nounou d'enfer